# NGC 3718
NGC 3718 = Arp 214 ist eine Balken-Spiralgalaxie mit aktivem Galaxienkern vom Hubble-Typ SBa/P im Sternbild Großer Bär am Nordsternhimmel. Sie ist schätzungsweise 47 Millionen Lichtjahre von der Milchstraße entfernt und hat einen Durchmesser von etwa 110.000 Lichtjahren. NGC 3718 ist eine der wenigen Polarring-Galaxien. 
Halton Arp gliederte seinen Katalog ungewöhnlicher Galaxien nach rein morphologischen Kriterien in Gruppen. Diese Galaxie gehört zu der Klasse Galaxien mit Unregelmäßigkeiten, Absorption und Auflösung. Im selben Himmelsareal befindet sich u. a. die Galaxie NGC 3729.
Das Objekt wurde am 12. April 1789 von Wilhelm Herschel entdeckt.